# Sur le seuil (film)
Pour les articles homonymes, voir Sur le seuil.
Pour plus de détails, voir Fiche technique et Distribution.
Sur le seuil est un film québécois réalisé par Éric Tessier. Il est sorti le 3 octobre 2003 au cinéma. Il est une adaptation du livre de Patrick Senécal, Sur le seuil.

## Synopsis
Un policier abat sans raison onze enfants. Le même jour, Thomas Roy, un écrivain de romans d'horreur de réputation internationale, tente de se suicider après s'être coupé les doigts. Rien à première vue ne semble relier les deux événements jusqu'au jour où le docteur Paul Lacasse, un psychiatre désabusé, hérite du dossier. Encouragé par sa collègue Jeanne, une fan de l'auteur, Paul mène une enquête sur le passé de ce patient qu'il croyait normal. Harcelé dans ses recherches par Monette, un journaliste à potins, Paul découvre peu à peu des circonstances troublantes qui font chanceler toutes ses certitudes. En tentant de reconstituer l'impossible puzzle pour mieux soigner le célèbre écrivain, Paul est entraîné dans une série d'événements aux conséquences terrifiantes...

## Fiche technique
- Titre original : Sur le seuil
- Réalisation : Éric Tessier
- Scénario : Éric Tessier et Patrick Senécal (d'après son roman éponyme)
- Production : Nicole Robert
- Directeur de la photographie : Denis-Noël Mostert
- Musique : Ned Bouhalassa
- Son : Simon Goulet, Mathieu Beaudin, Louis Hone
- Effets visuels & Séquences oniriques : Alain Escalle
- Effets spéciaux : Marc Reichel
- Cascadeur : Jere Gillis
- Costumes : Claire Nadon
- Montage : Alain Baril
- Direction artistique : David Pelletier
- Budget : 3 300 000 $ CA[1]
- Société de production : Go Films
- Société de distribution : Alliance Vivafilm
- Genre : Drame, Horreur et Thriller
- Pays d'origine :   Canada,  Québec
- Durée : 100 minutes
- Langue : Français québécois
- Date de sortie :
  -  Québec : 3 octobre 2003

## Distribution
- Michel Côté : Dr Paul Lacasse
- Patrick Huard : Thomas Roy
- Catherine Florent : Dre Jeanne Marcoux
- Albert Millaire : Père André Lemay
- Jean L'Italien : Charles Monette
- Jacques Lavallée : Patrick Michaud
- Jean-Pierre Bergeron : Père Romuald Boudreault
- Nicolas Canuel : Père Henri Pivot
- Normand D'Amour : Policier Louis Archambault
- Frédérique Collin : Madame Hénault
- Annette Garant : Infirmière Nicole
- Christine Foley : Claudette Roy
- Alexis Bélec : Jeune Père André Lemay
- Paul Doucet : Inspecteur Goulet
- Guy 'Borza' Boutet : Steve
- Anne-Marie Labelle : Gervaise
- Frédéric Gilles : Marc Marcoux
- Richard Fréchette : Fernand Lucas
- Martin Dubreuil : Édouard Villeneuve
- Geneviève Laroche : Julie Picard
- Patrick Senécal : Karl Bolduc
- Lise Roy : Reporter
- Patrice Bélanger : Jeune Thomas Roy
- Stéphane Blanchette : Policier Simon
- Éric Cabana : Escouade tactique
- Michel Sévigny : Paramédic

## Distinction

### Nomination
- Prix Jutra 2004 : prix Jutra du meilleur son pour Louis Hone